# Runder Tisch Heimerziehung in den 50er und 60er Jahren
Der Runde Tisch Heimerziehung in den 1950er und 1960er Jahren (Abkürzung RTH) wurde von der deutschen Bundesregierung mit Beschluss vom 26. November 2008 des Deutschen Bundestages eingerichtet.

## Einrichtung und Mitglieder
2004 gründet sich der Verein ehemaliger Heimkinder in Deutschland und wendet sich an den Petitionsausschuss des Deutschen Bundestags. Der RTH konstituierte sich am 17. Februar 2009 unter dem Vorsitz von Bundestagsvizepräsidentin a. D. Antje Vollmer. Er beschäftigte sich ausführlich mit der Situation der Kinder und Jugendlichen, die in ihrer Kindheit oder Jugend in einem Heim untergebracht waren. Mit der Überreichung seiner im Konsens beschlossenen Empfehlungen an den Bundespräsidenten am 19. Januar 2011 schloss er seine Arbeit ab.
Mitglieder des Runden Tisches waren neben Vertretern ehemaliger Heimkinder, Vertreter des Bundestages und der Bundesregierung, der (alten) Bundesländer, der Jugendämter und der Jugendgerichtshilfe, der katholischen und evangelischen Kirche, der Wohlfahrtsverbände und Träger Erziehungshilfe, des Deutschen Vereins für öffentliche und private Fürsorge, des Deutschen Instituts für Jugendhilfe und Familienrecht, sowie Vertreter der Wissenschaft.

## Gegenstand des Runden Tisch Heimerziehung (RTH)
Der RTH wurde angestoßen durch neun Petitionen der Betroffenen und weiterer Unterstützer und einer anschließenden Petitionsausschuss-Empfehlung. Der RTH entstand als ein privatrechtlich und politisch beteiligter Hoheitsakt. Er konnte am 17. Februar 2009 in einem Unterordnungsverhältnis vom Bundestag (Subordinationsverhältnis) unter der Schirmherrschaft vom Norbert Lammert (Bundestagspräsident) seine Arbeit aufnehmen. Gegenstand waren Problematiken der Heimerziehung in den zurückliegenden Jahrzehnten. Thematisiert wurde, dass allein in den 1950er und 1960er Jahren rund 350.000 Kinder und Jugendliche in der Fürsorgeerziehung und weitere 500.000 in Kinderheimen und Jugendanstalten untergebracht waren, davon überwiegend in kirchlicher Trägerschaft. Viele von ihnen wurden gedemütigt, misshandelt und zur Arbeit gezwungen. Beraten werden sollte über die Möglichkeiten der Rehabilitierung, psychologischer Hilfe und Entschädigung der Opfer.
Heimkinder haben oft schon im frühen Kindesalter und länger andauernd körperliche, sexuelle oder psychische Gewalt erleben müssen, die von Menschen in ihrem nahen persönlichen Umfeld und von Fürsorgepersonen ausging. Derartige traumatische Erfahrungen können zu traumatischen Belastungsreaktionen und posttraumatischen Belastungsstörungen führen. Wenn diese lang andauern, können Persönlichkeitsveränderungen auftreten, die sich in verschiedenen sozialen, psychosomatischen und psychiatrischen Auffälligkeiten äußern können. Extrembelastungen können auch andauernde Persönlichkeitsänderungen zur Folge haben. Als weitere Erkrankung tritt Hospitalismus auf.

## Beteiligte
Am Gremium beteiligt sind Vertreter von Betroffenen, Trägern, Wohlfahrtsverbänden, Kirchen, Bund und Länder sowie Wissenschaft.
- Vorsitzende des Runden Tischs:
  - Antje Vollmer, Vizepräsidentin des Deutschen Bundestages a. D.
- Vertretung ehemaliger Heimkinder:
  - Sonja Djurovic
  - Eleonore Fleth
  - Hans-Siegfried Wiegand

- Vertretung des Petitionsausschusses des Deutschen Bundestages:
  - Marlene Rupprecht, Mitglied des Deutschen Bundestages
- Vertretung des Bundes:
  - Lutz Stroppe, Leiter der Abteilung Kinder- und Jugendhilfe im Bundesministerium für Familie, Senioren, Frauen und Jugend;
  - Georg Recht, Leiter der Abteilung IV, Sozialversicherung, Rentenversicherung, Sozialgesetzbuch und Soziale Entschädigung im Bundesministerium für Arbeit und Soziales
- Vertretung der Bundesländer:
  - Klaus Schäfer, Abteilungsleiter im Ministerium für Generationen, Familie, Frauen und Integration des Landes Nordrhein-Westfalen,
  - Georg Gorrissen, Beauftragter des Ministeriums für Soziales, Gesundheit, Familie, Jugend und Senioren Schleswig-Holstein
- Vertretung der Bundesarbeitsgemeinschaft der Landesjugendämter:
  - Hans Meyer, Landesrat beim Landschaftsverband Westfalen-Lippe (LWL), Leiter LWL-Landesjugendamt, Schulen, Koordinationsstelle Sucht
- Vertretung der Bundesvereinigung der kommunalen Spitzenverbände:
  - Jörg Freese, Deutscher Landkreistag, Beigeordneter für Jugend, Bildung und Gesundheit
- Vertretung der Deutschen Bischofskonferenz:
  - Johannes Stücker-Brüning, Geschäftsführer der Caritaskommission der Deutschen Bischofskonferenz
- Vertretung der Evangelischen Kirche in Deutschland:
  - Hans Ulrich Anke, Vizepräsident im Kirchenamt der Evangelischen Kirche in Deutschland
- Vertretung des Deutschen Caritasverbandes:
  - Mario Junglas, Direktor Berliner Büro des Deutschen Caritasverbandes
- Vertretung des Diakonischen Werkes der Evangelischen Kirche in Deutschland:
  - Jörg A. Kruttschnitt, Zweiter Vorsitzender des Vorstandes des Diakonischen Werkes der Evangelischen Kirche in Bayern
- Vertretung der Bundesarbeitsgemeinschaft der Freien Wohlfahrtspflege für die nicht-konfessionellen Trägerverbände:
  - Norbert Struck, Jugendhilfereferent beim Paritätischen Wohlfahrtsverband – Gesamtverband
- Vertretung des AFET – Bundesverband für Erziehungshilfe:
  - Rainer Kröger, Vorstand Diakonieverbund Schweicheln
- Vertretung des Deutschen Vereins für öffentliche und private Fürsorge:
  - Michael Löher, Vorstand Deutscher Verein für öffentliche und private Fürsorge
- Vertretung des Deutschen Institutes für Jugendhilfe und Familienrecht:
  - Thomas Mörsberger, Vorsitzender des Deutschen Institutes für Jugendhilfe und Familienrecht
- Vertretung der Deutschen Vereinigung für Jugendgerichte und Jugendgerichtshilfen:
  - Bernd-Rüdeger Sonnen, Vorsitzender der Deutschen Vereinigung für Jugendgerichte und Jugendgerichtshilfen
- Vertretung der Wissenschaft:
  - Christian Schrapper, Professor für Pädagogik mit Schwerpunkt Sozialpädagogik an der Universität Koblenz-Landau, Campus Koblenz
  - Peter Schruth, Professor für Recht in der Sozialen Arbeit an der Hochschule Magdeburg-Stendal

## Delegitimation und Marginalisierung der Opfervertreter
Der Verein ehemaliger Heimkinder, gegründet am 14. Oktober 2004 in Idstein, entsandte aus seinen Reihen – unter Vorbehalt einer späteren Wahl und demokratischen Legitimation – drei Mitglieder in das insgesamt 22-köpfigen Gremium, unter ihnen der Vorsitzende. Den drei Mitgliedern wurde trotz dieses Vorbehalts von der Leitung des Runden Tischs zugesichert, dass sie im Gremium verbleiben durften. Der Verein beschloss auf seiner Versammlung am 30. Mai 2009 die Entsendung drei neuer Vertreter aus seinen Reihen und wollte darüber hinaus versuchen, eine eigene Rechtsberatung (Rechtsanwalt Gerrit Wilmans und Jurist Michael Witti) an den Tisch zu bekommen. Demgegenüber fasste der RTH schon im April 2009 bei drei Enthaltungen den Beschluss: „Der Runde Tisch beschließt, dass am Runden Tisch keine anwaltlichen Interessenvertreter – egal von welcher Seite – mitwirken sollen.“ Dem wurde vom Verein entgegengehalten, dass die ebenfalls am Runden Tisch mehrheitlich vertretenen Kirchen und Ministerien mit insgesamt sechs Volljuristen in dem Gremium säßen. Streitgegenstand waren auch die Protokolle der Sitzung, welche die Opfervertreter nach Wunsch des Runden Tischs nicht an den Verein oder an einen Rechtsbeistand weiterleiten sollten.
Der Verein ehemaliger Heimkinder teilte der Öffentlichkeit mit, er brauche „mit Sicherheit keine VertreterInnen, die sich auf jedes Lügenmärchen einlassen und nur brav sind!“. Der Verein klagte ferner vor dem Berliner Kammergericht, um „das Recht des Vereins, seine Vertreter am Runden Tisch zu bestimmen und nicht von Frau Vollmer diktieren zu lassen.“ Am 13. August 2009 entschied die Richterin, dass die drei bisherigen Vertreter weiter an den Verhandlungen teilnehmen sollen, um den konstruktiven Verlauf nicht zu gefährden. Die drei Vertreter verließen den Verein und nahmen am Runden Tisch weiter teil. Eine Zusammenarbeit mit dem „Verein ehemaliger Heimkinder“ bestand nicht mehr.

## Arbeit des Runden Tischs

### Expertisen
Insgesamt drei Expertisen wurden vom Runden Tisch veranlasst und von unabhängigen Personen verfasst. Sie waren Arbeitsmaterialien des Runden Tisches und gaben die derzeitigen Erkenntnisse und Sichtweisen der Autorinnen und Autoren wieder.
- Silke Birgitta Gahleitner: Expertise zu Rechtsfragen der Heimerziehung [...] Was hilft ehemaligen Heimkindern bei der Bewältigung ihrer komplexen Traumatisierung? Georg-August-Universität Göttingen vom 31. Mai 2010 (online; PDF; 720 kB, abgerufen: 26. Januar 2019).
- Dietmar von der Pfordten: Rechtsfragen der Heimerziehung der 50er und 60er Jahre. Gutachten im Auftrag des „Runden Tisch Heimerziehung“, Universität  Göttingen, 2010 (online; PDF; 670 kB, abgerufen: 26. Januar 2019).
- Carola Kuhlmann: Expertise für den Runden Tisch […]. Erziehungsvorstellungen in der Heimerziehung der 50er und 60er Jahre. Maßstäbe für angemessenes Erziehungsverhalten und für Grenzen ausgeübter Erziehungs- und Anstaltsgewalt. Ruhr-Universität Bochum, 2010 (online; PDF; 266 kB, abgerufen: 26. Januar 2019).

### Abschlussbericht
Im Dezember 2010 legte der RTH in einer Pressekonferenz seinen Abschlussbericht.pdf Abschlussbericht vor. Darin wird aufgezeigt, dass in der Heimerziehung der frühen Bundesrepublik die Rechte der Heimkinder durch körperliche Züchtigungen, sexuelle Gewalt, religiösen Zwang, Einsatz vom Medikamenten und Medikamentenversuche, Arbeitszwang sowie fehlende oder unzureichende schulische und berufliche Förderung massiv verletzt wurden. Dies sei auch nach damaliger Rechtslage und deren Auslegung nicht mit dem Gesetz und auch nicht mit pädagogischen Überzeugungen vereinbar gewesen. Als Verantwortliche für das den Heimkindern zugefügte Leid werden Eltern, Vormünder und Pfleger, Jugendbehörden, Gerichte, die kommunalen und kirchlichen Heimträger und das Heimpersonal und schließlich die hierzu schweigende Öffentlichkeit genannt.
Der RTH forderte, die Heimkinder zu rehabilitieren, indem die heutigen Repräsentanten der seinerzeit verantwortlichen Träger und der damals politisch Verantwortlichen das Unrecht anerkennen und um Verzeihung bitten, er forderte, dass regionale Anlauf- und Beratungsstellen als Stützpunkte für Geschädigte ehemaliger Heimerziehung eingerichtet werden. Er fordert darüber hinaus finanzielle Maßnahmen zugunsten einzelner Betroffener, mit denen Hilfen zur Bewältigung von Traumatisierungen finanziert werden und finanzieller Nachteile, etwa bei der Rente ausgeglichen werden können. Er setzt sich auch dafür ein, dass die wissenschaftliche Aufarbeitung und die Dokumentation der Missstände der Heimerziehung finanziell gefördert wird. Es solle ein Fonds für ehemalige Heimkinder eingerichtet werden, der durch die öffentliche Hand und durch die Heimträger mit insgesamt 120 Mio. Euro dotiert werden solle. Schließlich müssten organisatorische und gesetzgeberische Initiativen ergriffen werden, um die Rechte heutiger Heimkinder noch besser zu garantieren. Der Abschlussbericht schließt mit einem Appell der Vorsitzenden an den Deutschen Bundestag und die Landesparlamente, die geforderten Maßnahmen zügig in die Tat umzusetzen.
Am 13. Dezember wurde der Abschlussbericht des RTH während einer zusätzlich angelegten Pressekonferenz der Öffentlichkeit von der „Freien Initiative ehemaliger Heimkinder“ vorgestellt.

### Empfehlungen des Runden Tisches
Die Empfehlungen des Runden Tisches umfassen sowohl immaterielle als auch materielle Formen der Aufarbeitung einer freiwillig zu erbringenden Restitution. Durch die Gründung eines bundesweiten Fonds Heimerziehung, der gemeinsam von Bund, westdeutschen Bundesländern, den beiden großen christlichen Kirchen getragen wird und ohne Rechtsanspruch ist, solle damaliges Leid und Unrecht abmildern. Der Fonds solle ermöglichen, dass Betroffene Hilfen zur Überwindung der heute noch nachweisbaren Folgen aus der Zeit ihrer Heimunterbringung zwischen den Jahren 1949 und 1975 erhalten können.

### Reaktionen
Die ehemaligen Heimkinder reagierten empört auf bekannt gewordene Einzelheiten des Berichtes und auf das Zustandekommen des „einheitlichen“ Abstimmungsergebnisses. In der Pressekonferenz wurde reklamiert dass:
- der im Abschlussbericht vorgeschlagene Fonds (zu gründen von Bund, Ländern und den beiden großen Kirchen) mit 120 Millionen Euro auf keinen Fall ausreichend sei – rein rechnerisch ergebe das eine Summe von höchstens 1.000 bis 4.000 Euro pro Person;
- eine „Entschädigung“ an sehr detaillierte Einlassungen von Seiten der ehemaligen Heimkinder geknüpft sei;
- den ehemaligen Heimkindern in großen Teilen ihrer Schilderungen nicht gefolgt wurde – obwohl es im Bericht heißt, die Schilderungen der Ehemaligen seien glaubhaft;
- ehemalige Heimkinder mit Behinderungen erst gar nicht berücksichtigt worden seien;
- ehemalige Heimkinder aus der Ex-DDR ebenso wenig berücksichtigt wurden;
- das Zeitfenster (1950er und 1960er Jahre) eindeutig zu klein sei;
- großer Druck auf die Heimkindervertreter bei der Abstimmung ausgeübt wurde, um hier eine Einstimmigkeit herzustellen. Vertreter des VEH empfanden dies als einen ungeheuerlichen Vorgang und mit Sicherheit einer Demokratie nicht würdig.

Auch der Sozialpädagoge Manfred Kappeler empfand diesen Abschlussbericht als äußerst kritikwürdig und ging nur wenige Tage nach dem Erscheinen desselben mit einer scharfen Kritik an die Öffentlichkeit.

„Sie waren mit Vertrauen in die vorbehaltlose Aufklärung der Heimerziehung und ihrer Folgen für die ihr ausgelieferten Kinder und Jugendlichen und mit der Erwartung einer ihnen gerecht werdenden Rehabilitation und Entschädigung in dieses Gremium gegangen und mussten erleben, dass sie von den meisten anderen Mitgliedern herablassend und wie „Klienten“ behandelt wurden, deren substantielle Anliegen nicht akzeptiert wurden. Sie wurden nicht gehört, sondern angehört, wie Zeugen vor einem Untersuchungsausschuss. Alle sechs Ehemaligen am RTH, die drei Mitglieder und ihre drei Vertreter (diese mit einem bloßen Anwesenheitsrecht, d. h. ohne Rede- und Stimmrecht wenn die Vollmitglieder anwesend waren – nur in der letzten Sitzung durften sie reden und abstimmen), haben mir diese demütigende Erfahrung, die sie an ihre Kindheit in den Heimen erinnerte, wiederholt berichtet.“

## Ergebnisse und Kritik
Am 7. Juli 2011 beschloss der Deutsche Bundestag eine weitgehende Übernahme der Empfehlungen des RTH. Die Bundesregierung wurde aufgefordert, in Abstimmung mit den betroffenen Ländern und Kirchen zeitnah eine angemessene Umsetzung der Lösungsvorschläge des RTH vorzulegen, eine geeignete Rechtsform für die Umsetzung der Vorschläge vorzuschlagen, die Einsichtnahme von Akten und Dokumenten in der Kinder- und Jugendhilfe bzw. des Vormundschaftswesens zu erleichtern und im Juni 2013 einen Bericht über den Stand der Umsetzung vorzulegen, um den Opfern von Unrecht und Misshandlungen in der Heimerziehung wirksam helfen. „Die Einrichtung eines Nationalen Entschädigungsfonds wurde vom Bundestag und Bundesregierung nicht angestrebt.“ (Zitat aus einem Brief der Bundesfamilienministerin Ursula von der Leyen vom 15. Dezember 2008). Die sogenannte Rehabilitation bzw. Entschädigung erfolgte ausschließlich in Form von Sachleistungen, bei der Anfangs die Opfer zunächst in Vorkasse gehen mussten. Die von Frau Antje Vollmer abgelehnte Untersuchung zur Durchführung von Medikamentenversuchen an ehemaligen Heimkindern, die den Straftatbestand einer (schweren) Körperverletzung darstellen, wurden zwischenzeitlich von Sylvia Wagner (Universität Duisburg) aufgenommen. Erste Ergebnisse dieser Menschenversuche konnten 2016 unter dem Titel: ‚Ein unterdrücktes und verdrängtes Kapitel der Heimgeschichte. Arzneimittelstudien an Heimkindern in der Zeitschrift‘ ‚Sozial.Geschichte Online‘ (Heft 19, S. 61–113) vorgestellt werden.